# N. Horváth Péter
N. Horváth Péter (Budapest, 1955. december 17. – Budapest, 2012. november 11.) magyar költő, több művészettörténeti tanulmány szerzője.

## Élete

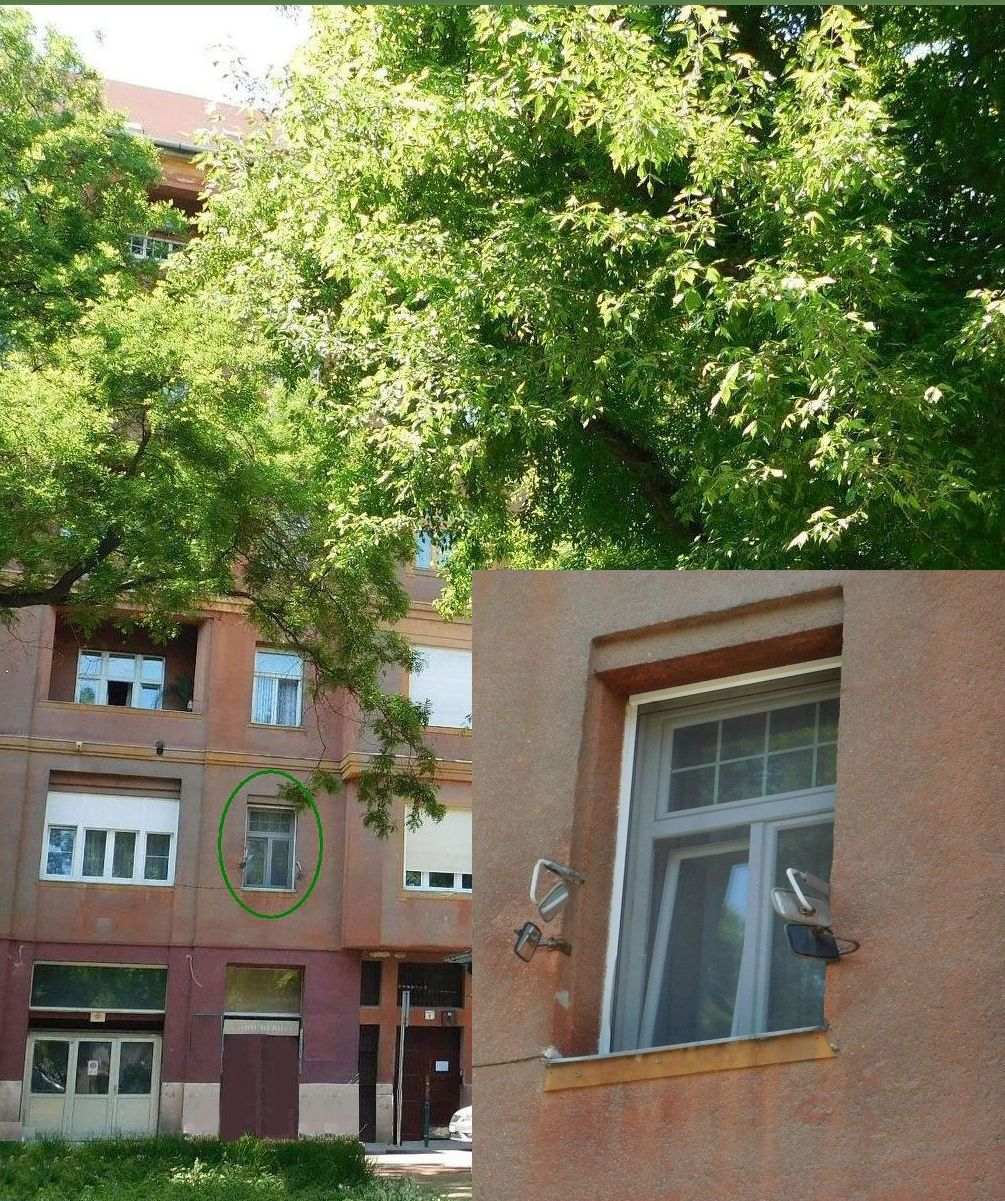
Budapest IX. ker. Ferenc tér 1. A költő ablaka kedves fájával, 2018

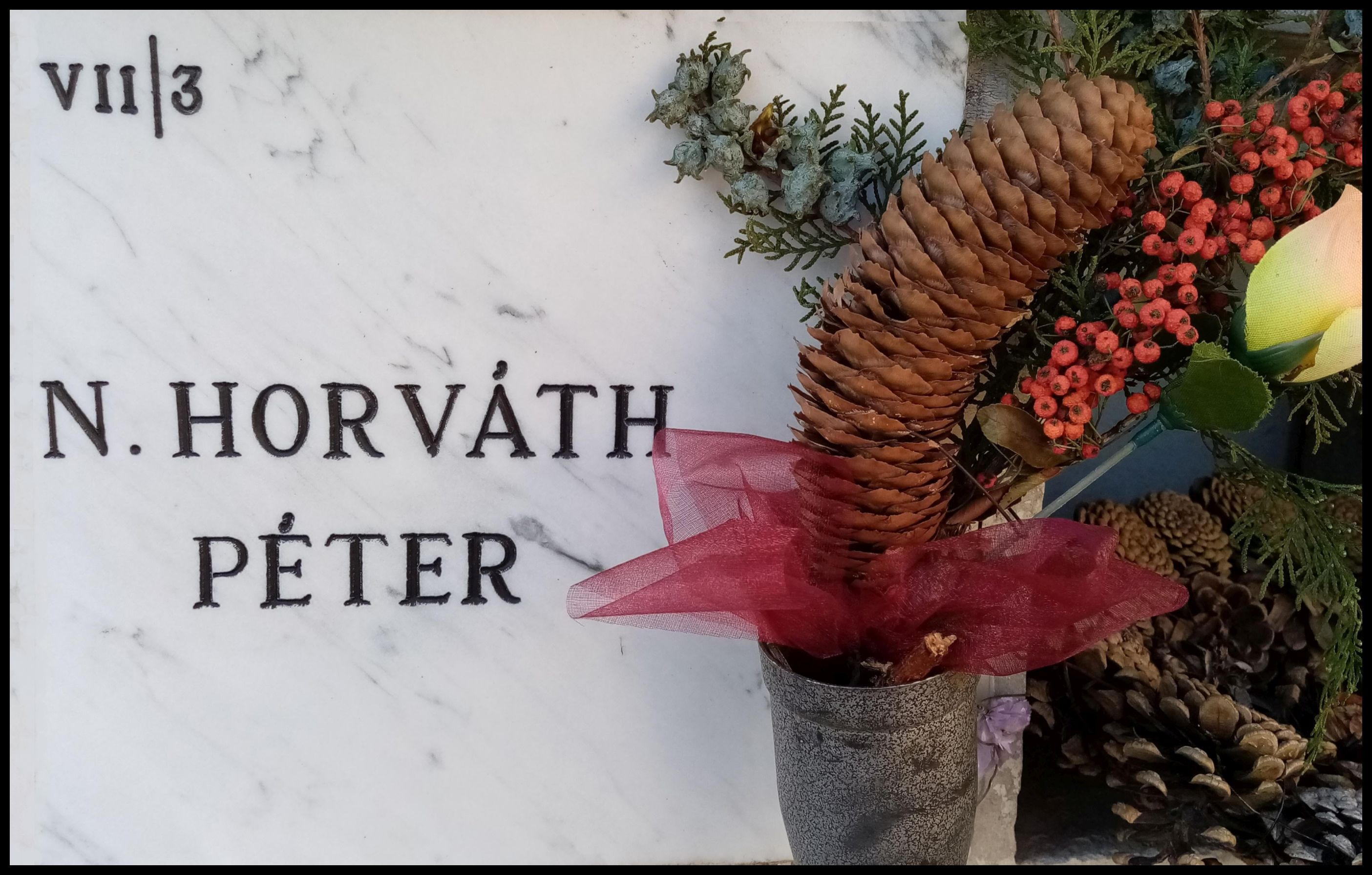
A költő urnasírja a Kispesti temetőben, 2021

Szignójában, neve kezdőbetűi mellett a három golgotai kereszt is megjelenik. Születésekor mozgató idegpályái károsodtak. Nemcsak gyermekkorát, egész életét tolókocsiban töltötte. Nem tudott járni, kezét nem tudta használni és beszédhibája is volt.
Választékosan megfogalmazott mondatait nehezen tudta kimondani.
Fiatalon, 1968-ban kezdett írni. Verseit kezdetben a szüleinek diktálta füzetbe, később magnóra vette föl.
„Sokszor írtam fejben éjszaka, mint tömlöcben a foglyok. Aztán amikor nyugalom volt, bekapcsoltam a magnót, és rögzítettem soraimat.”
A 90-es évek derekán kapta első számítógépét, akkor „tanult meg írni”. Bal lába nagy lábujjával írt, jobb lábára támaszkodva, nem kis fáradsággal.
1974-ben érettségizett magánúton. Nem jelentkezett egyetemre, számára az intézményes tanulásnak nem volt tétje, nem vállalhatott hivatalt. Autodidaktaként egész életében képezte magát. Nemcsak a költészet, hanem a képzőművészet és a zene iránt is erős vonzalmat érzett.
„Talán mozgássérült voltom is késztetett a szavakban fölfedezni a legalkalmasabb kifejezési eszközt, bár eredetileg az alkotás számos egyéb területét közelebb éreztem magamhoz.”
N. Horváth Pétert a szerelem poétájaként tartják számon az olvasók. Főleg szerelmes verseket írt, de a szerelmes versekkel párhuzamosan a világnézetével és társadalomszemléletével kapcsolatos gondolatait is folyamatosan megfogalmazta (Örök tavasz, Rajzolt szentség, Már nem, Én tudom, Hová?, Magyarország, stb.). Kora társadalmának minden rezdülésére figyelt. Istenes versei közül kiemelkednek a Dicsérlek, Kérlek, Prédikátor, Dávid csillaga címűek.
Verseit 1997-től az Ezredvégben közölte. Az 1980-as évektől művészettörténeti cikkeket és tanulmányokat írt Gulácsy Lajos, Fáy Dezső, Náray Aurél, Basilides Sándor képzőművészekről. Korniss Dezső festőművészről nem csak tanulmányt írt, festményeihez verseket is asszociált, az összeállításnak a Titkos jel címet adta.
A Titkos jel című versében fogalmazta  meg művészi hitvallását is:
„Nem a szerző a fontos, nem is az olvasó,
hanem minden túl s külön, maga a MŰ.”
Bob Dylan dalaira dalszöveg átköltéseket írt Dylanizmusok címmel, a dalokat Németh Viktor adja elő, ezekből a Magyar Rádió felvételt készített. Verseit Gábor Miklós és Nagy Attila színművészek előadásában hallhatta a közönség, de hallhatóak Papp Györgyi és Virágh Tibor előadásában és a Lyra, Muszty-Dobay énekpáros, Tonett, Strófa-Trió, Sólyom Tamás, Silling Tibor, Németh Viktor, Roth István megzenésítésében is.
N.Horváth Péter sérült volta ellenére gazdag életművet hagyott az utókorra. 2012. november 11-én halt meg Budapesten. Születésétől haláláig a Ferenc tér 1. szám alatt lakott, onnan szemlélte a világot. A tér, és az épület 2018-ban bekerült a „Budapest 100” rendezvénysorozat programjába.

## Költészete

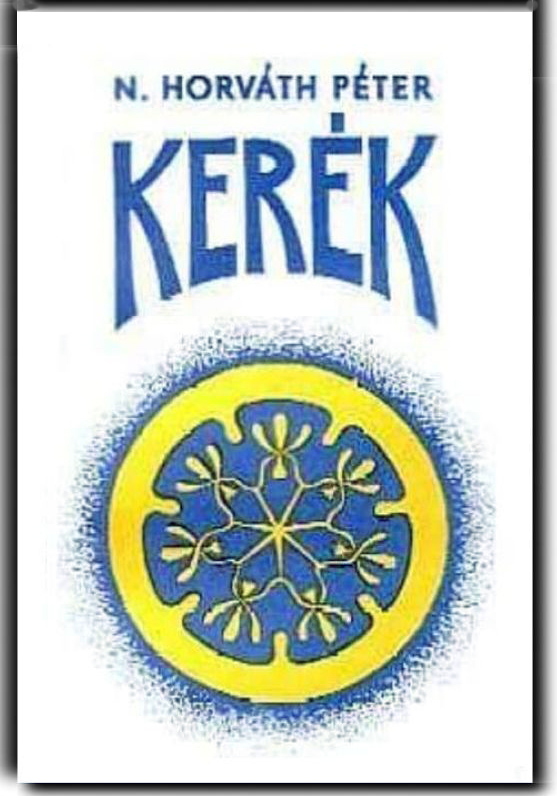
N. Horváth Péter, Kerék. Antikva Kiadó, Budapest, 1989. Borítóterv Hegedűs Miklós (1949–2022) festőművész

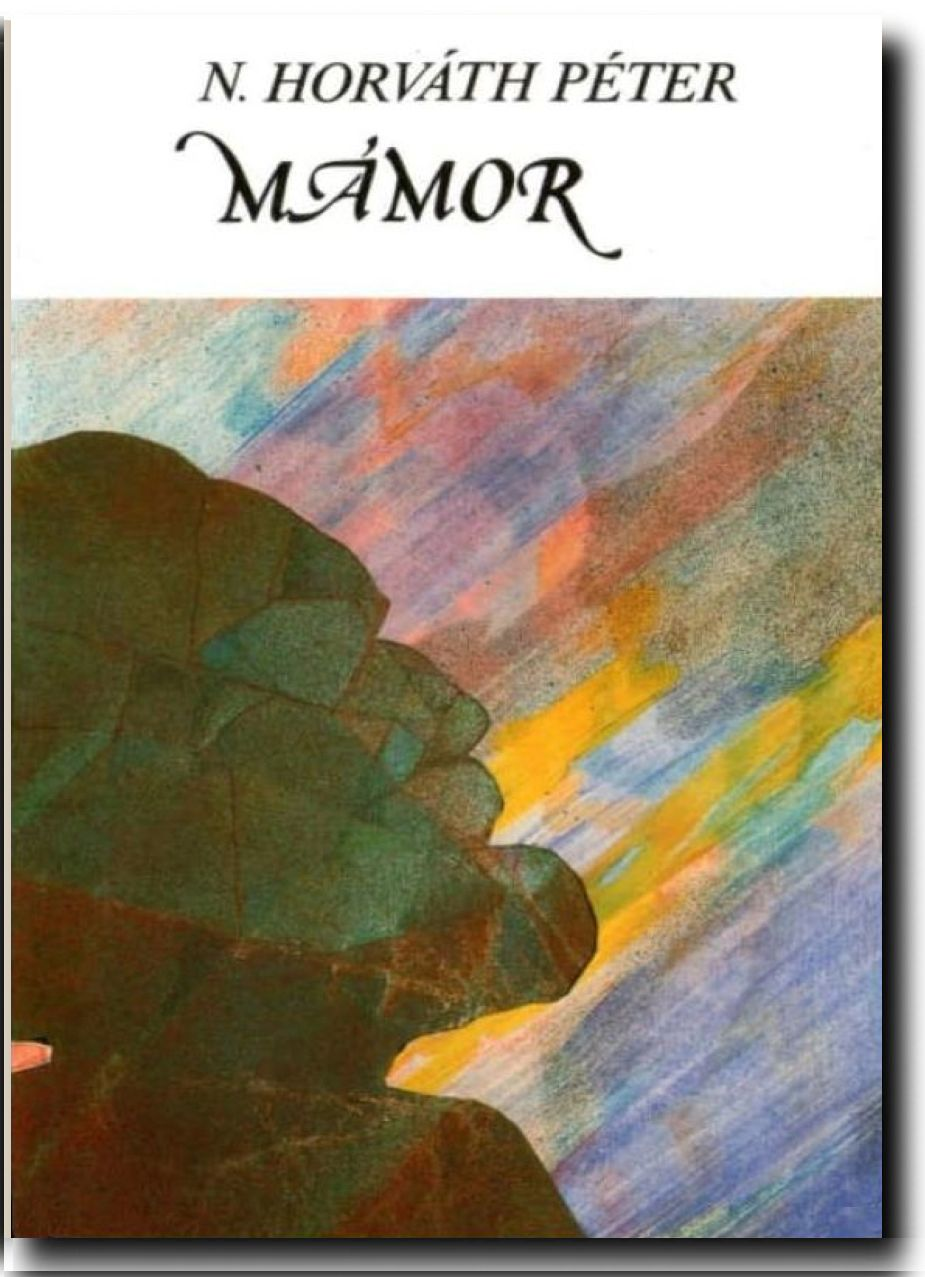
N. Horváth Péter, Mámor. Magánkiadás, HTSA Nyomda, 1994. Borítóterv Hegedűs Miklós (1949–2022) festőművész

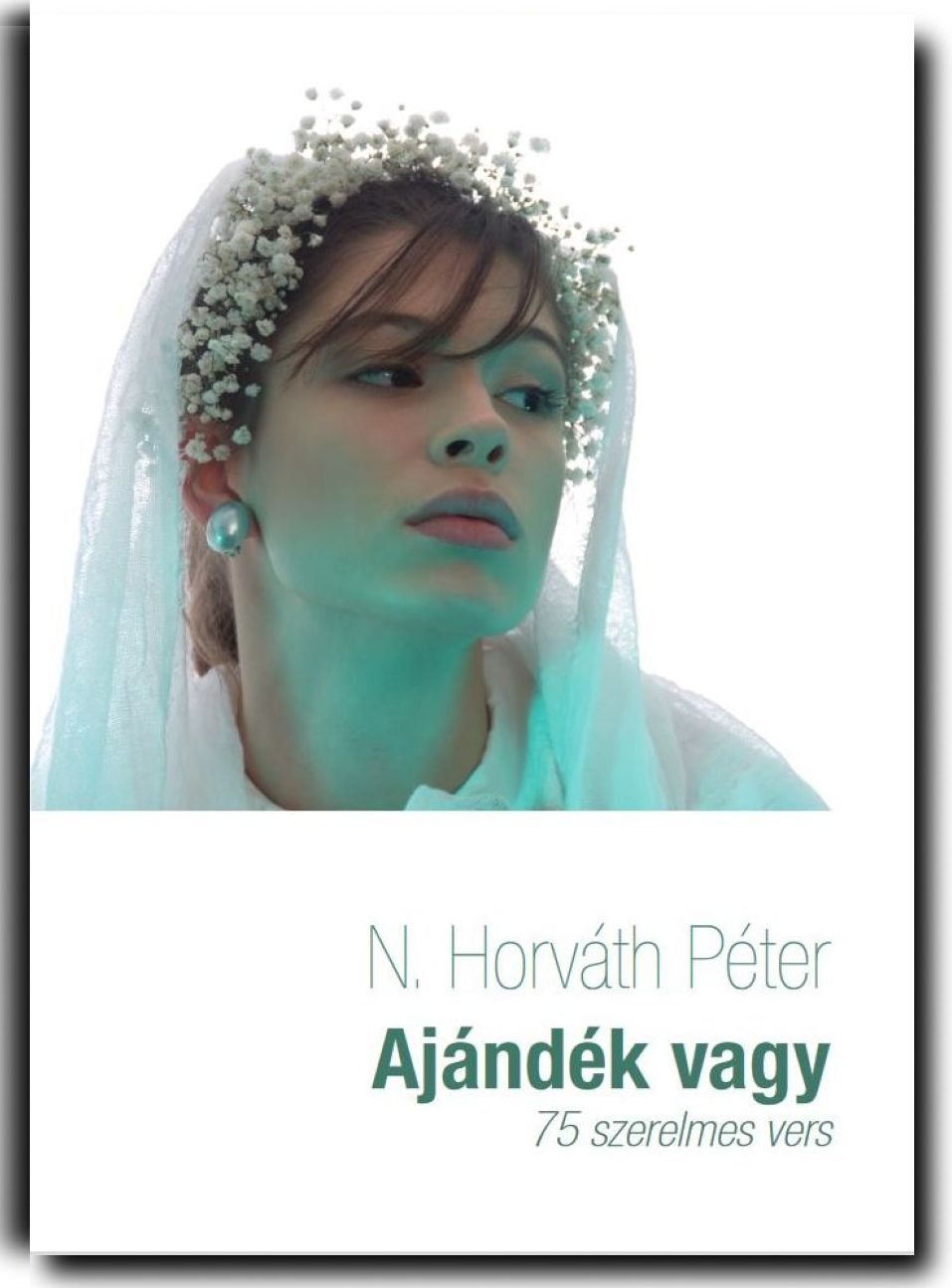
N. Horváth Péter, Ajándék vagy. Marosvásárhely, Intermedia Group, 2014. Borítóterv Ștefan Rudolf fotóművész

Indulása, pályakezdése egybeesett Nagy László halálával.    
A Nagy László halálát követő viták a tárgyias költészet és nyelvkritikus költészet helyét készítették elő a magyar irodalomban. A szándékoltan etikus megszólalási formákat szinte teljesen kizárták az érvényességi körből. Társadalmi szinten a költészet kényszerpályán volt.
NHP helyzetét elszigeteltsége is nehezítette, de fiatal volt, fiatalos öntudattal próbált szárnyat bontani:
„Mert bilincsbe verve megérhet a lélek,/ ha test csak a terhe, még mindent elérhet.// Korlátok romjai jelzik a léptét,/szárnyait bontani egeket tép szét.//” (Lélek)
Első verskötete 1981-ben jelent meg Bekopog a nap címmel a Táncsics kiadó gondozásában.
Az írás számára a mindennapi praxis része volt.
Közel negyven évig (1974–2012 ) írt verses naplót. Ezzel a közlési formával egyedül áll a magyar lírában. Gondolati univerzumát versekben alkotta meg. Költészete élő organizmushoz hasonlít, amelyben a gondolatok hálószerűen összefonódnak.
Visszatérő motívumok használatával, az évszakok egymásutánjához, a természet örök körforgásához igazodva szüntelenül épített, átírt, lebontott.
Verses naplója nem összefüggő írás; töredékes, mozaikszerű. Dinamikus aspektussal rendelkezik, a keletkezés folyamatos.
Verseiből egy szellemi megismerés lelki bázisa és egy korszak lenyomata tárul elénk.
Kereste az egységet a gondolati élet és a megélt élet között. Imaginációja, életképzelete segítségével folyamatosan teremtette a valóságot. Ezzel a teremtéssel rongálta és tisztította, rendezte az életét.
Nyitott volt a teljes emberi tudás irányába, elfogadta, kereste az élet metafizikai alapjaihoz vezető utakat.

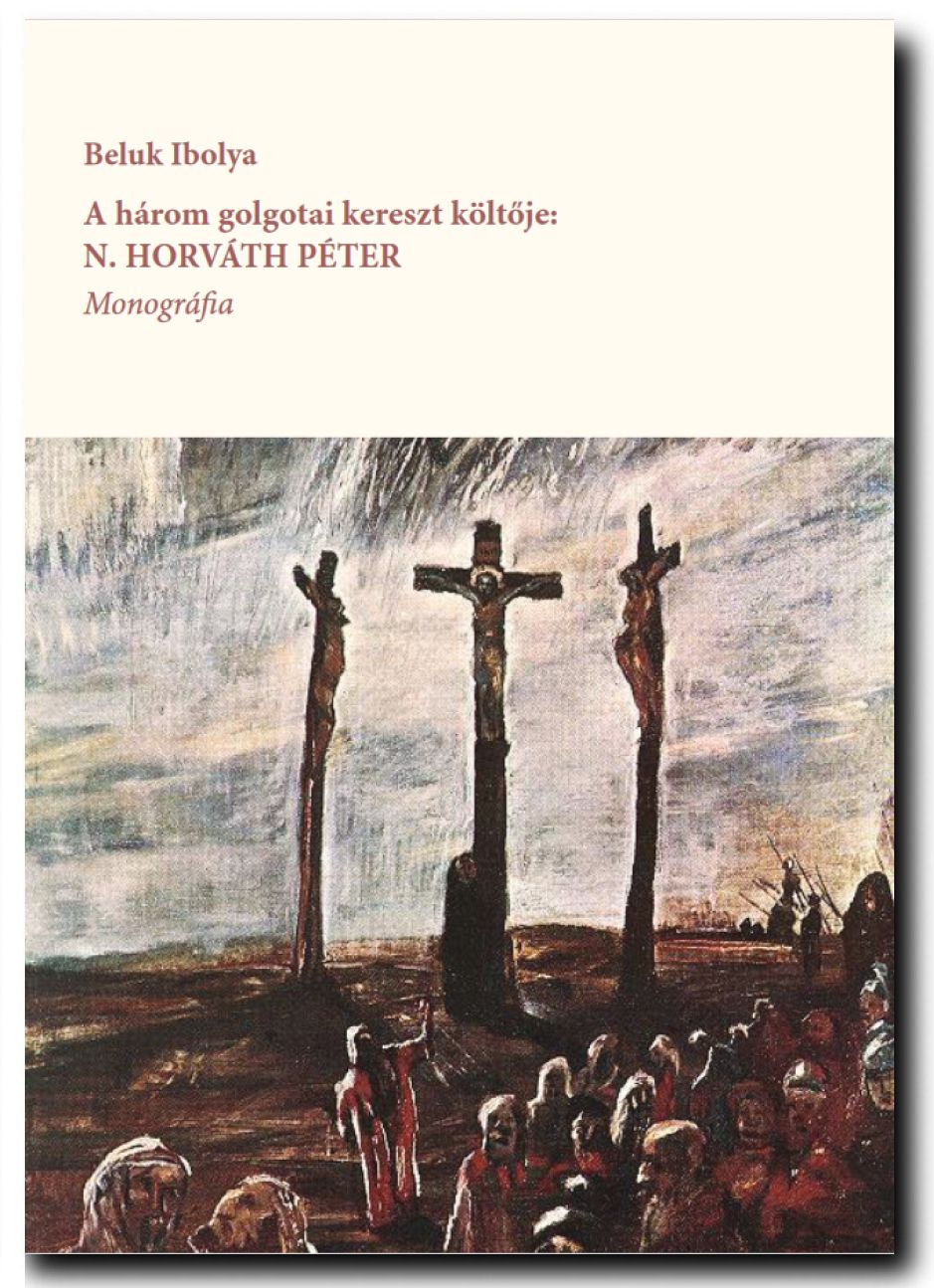
A költőről posztumusz készült monográfia címlapja Gulácsy Lajos művével, 2014

Tudatosan próbált megszabadulni mindattól, amit a nyugati kultúrákban a vallások, értelmezési és szelekciós kánonok, politikai irányzatok, társadalmi és szabályrendszerek képviselnek.
Gondolati univerzumában központi helyet foglal el az individuum, az egyedi, megismételhetetlen egyén.
Számára nem az volt a fő kérdés, hogy mi az ember, hanem az, hogy hogyan éljen?
Több versének alaphangulata a szorongás; létünk esendősége, veszélyeztetettsége, a magány, az emberi hontalanság és idegenség; a választási lehetőség hiánya.
Folyamatosan késztetést érzett, hogy változtasson az elidegenedett világon. Ezt a vágyat az önmagához való hűsége, a személyiség belső integritásához való ragaszkodása, és a hit táplálták.
Számára, akárcsak Bergyajev számára, a szabadság jelentette minden filozófia alapját.
A veszélyeztetett emberi létből visszavágyott a kezdeti egységbe és harmóniába.
Fájlalta, hogy a hit minősége megváltozott, a hívek számára a szertartás vált fontossá, Isten és ember viszonya elidegenedett: „Gajdolják Isten, de nem szeretik,/ csupán a szertartás fontos nekik;/ egy kis megváltás, egy kis hit,/ és majd a Jézuska úgyis segít.” (Töredék – 44)
Látta, hogy a vallás politikai célokat szolgál. Nem csak a politikai rend használja az egyházat, az egyház maga is elfogadja az új szerepet a megváltozott kontextusban: „Tetszetős köntösben adják a bankot,/ jól kamatoztatva Isten szavát./ És ha már nem lelik a valódi hangot,/ kondulhat száz felé, ki merre lát”. (Ki is jut át?)
Aggodalommal figyelte a körülötte zajló eseményeket, látta azoknak okait, fájdalommal élte meg, hogy nem tud változtatni hazája sorsán. „Egyre szűkülő, üres marokkal/ rossz kedvű költők, hamis szatócsok/ mérik a »drága nemzeti jövőt«./Míg a megértés báránya koplal,/ kap néhány júdási csókot,/ jönnek a »holnap nevében« jövők.// Egy kurtaröptű – nyár – hozta ősszel / fekete szirmot bont ránk a korom,/hangulatunkból gyászfátylat alkot./Reménység helyett csak a tél tölt el,/városi faggyal úr lesz a koron,/ s nem veszi föl már senki a harcot.” (Már nem)
A politikai kiszolgáltatottság éveiben összegyűlt indulatok ellen a józan ész rendjével próbált védekezni. Élményeiből és eszméiből sajátos közéleti lírát hozott létre; költői reflexióiban az emberi felelősségvállalás erkölcsi feltételeit kutatta.
A hangulatot és benyomást közvetlenül megverselő költészetet váltogatta, a szimbolizmus módosított változatával; érzelmeit és élményeit tárgyakba transzponálva jelenítette meg. Gulácsy Lajos, Korniss Dezső, Alberto Giacometti, Salvador Dali festményei és Kutas László szobrai esetében nem mindig idomul az alapgondolathoz, hanem saját érzései szolgálatába állítja, és önkényesen át is alakítja az ábrázolt helyzeteket.
Feltehetően ismerte Rilke és Eliot tárgyi verseit.
Rilke, tárgyias verseiben, az embert körülvevő tárgyakra összpontosította figyelmét, Eliot, a tárgyak erőterében létrejövő valós vagy fiktív helyzeteket tekintette megfelelő témának; NHP mindkét módszerrel kísérletezett.
Talán tudatosan, talán önkénytelenül – saját költői alkatának megfelelően –, a már mások által megkezdett utakra is rátért. Tárgyi verseivel a szobor, festmény ünneplése ürügyén a művészet hatásáról, életformáló erejéről is vallott, de egyben szépségkultuszának is hódolt.
Kedvelte a szecessziót. Élményeit gyakran szecessziós, ornamentális stílusban jelenítette meg.
Szerelmi költészetében a sóvárgás, vágyakozás, magány, a megértő társ hiánya az uralkodó érzések.
A szerelem misztériumában a szakralitást, a mindenséget kereste, de a játékosság, pajzánság sem volt idegen számára.
Az utat nem kifele, közösség, hagyomány irányába kereste, hanem befele, költői tehetségének és küldetésének elmélyítése felé. Fiatalkori verseit erős egyéniség – hit, elhivatottságtudat jellemzi. A lírai én köré épített szimbólumrendszerrel egyéni mítoszt teremtett, mintha a művészettől elvárt „felfokozott élet” nietzschei programját kívánta volna megvalósítani. Sokszor erősen dramatizált, a balladaszerű történés során az „ én” szükségképpen kudarcot vallott. „Minden ablakomat betöri az élet,/ s így lassan már nem lesz hol a világba kinéznem./ A kövek röpte elől mindinkább kitérek,/ csak díszletem marad meg a világnak egészen.” (Rám egyedül)
Lelki és hangulati állapotát, tudatalatti képzeteit gyakran drámai módon fejezte ki. „Állongunk kitartó oszlopos szentekül,/ míg fejünkre hullik az utolsó mondat./ Lelkünk pára gyanánt istenné testesül,/ s házunk a test ismét föld alá omolhat.” (NHP: Alberto Giacometti: Tér)
Verseinek jelentős része a halálközelség tudatában keletkezett. Születésétől beteg volt, de a betegség és kórházi élmények mellett, feltehetően hatott rá a „halálesztétika” is, mely a dekadencia, szimbolizmus és szecesszió átfedésében született.
Halálverseiben a halál, az életből való kivonulás jelképévé válik. A túlvilág, egy magasabb rendűnek tartott transzcendens lét kapuja. „Naponta közelebb a halál,/ amíg végül ágyamnál megáll;/ rám emeli békítő kezét,/s kivetkőzik belőlem a lét”.(Töredék 57)
Az elmélyülésben a nyelv segítette a költőt. A nyelv, számára nem pusztán eszköz volt, a nyelv, alkotótárssá lépett elő. Nem csak a költő formálta a nyelvet, a nyelv is alakított a költőn; emelte, megnemesítette.

„Alakítom a szót, és a szó megfarag;/emel és elpusztít bennem változó részeket,/ ellentétekre esve szét,
mint békesség és harag,/ s a láncolat rendszerében kulcsnak én létezek.”
Folyamatosan hasznosította a szó, a nyelv, a gondolat teremtőerejét. A nyelvet alázattal kezelte.
Életműve, verses naplója – annak ellenére, hogy a versek egyenként is értéket hordoznak –, egyetlen végtelen szövegként értelmezhető. Az élet és mű folyamatosan egymásba játszanak, egymást írják. „Van, hogy én a verset, de többször a vers választ./ A gondolat kiboncol, s felkínál magának/ megkeresve hol van valódi kijárat,/s váratlan irányból önti rám a választ.” (Megfejtés)
A fiktív és reális egzisztencia között gyakran eltűnik, összemosódik az éles határ. A költészet kísérletté, vizsgálati formává válik, és így a megismerés helyes módjának szerepét is betölti. A szerző identitása a „mindig – más – lét” állapotában realizálódik. „Darabonként rázom széjjel az egészet,/ sosem állhat össze végleg a mozaik./ Teljes valósággá senki sem szabadít,/ csak amit leírok, állíthat egésznek.” (Megfejtés)

## Művei

### Megjelent művei

#### Verseskötetek
- Bekopog a nap (1981, Táncsics Könyvkiadó)
- Fregatt az üvegben (Antológia, 1986)
- Kerék (1989, Antikva Könyvkiadó)
- Mámor (1994, HTSA Nyomda)
- Jel volt (2002, Z-füzetek)
- Kettős hangoskönyv (2007, Napkút Produkció)
- Ajándék vagy (2014, Marosvásárhely, Intermedia Group)
- Kentaurként (2014, Marosvásárhely, Intermedia Group)

#### Az Ezredvégben publikált versek
| Nincs más, Szombatra virradva, Mindig, Hogyan? Harmadik út                                                                       | 1997/5, 23–24. o.   |
| Itt az idők | 1997/7, 17. o.      |
| Kártyaként, Újra belémnyilallt, Vaktában                                                                                         | 1998/2, 15. o.      |
| Május ma, Hajnal, Így | 1998/5, 29. o.      |
| A képírás lényege | 1998/10. Címlap     |
| Az egyetlent | 1998/11. 9. o.      |
| Folyt.köv. | 1999/1. 13. o.      |
| Tükröm | 1999/5. 12. o.      |
| Nem bánva | 2000/5. 9. o.       |
| Szelídíts meg, Megvéd a helyed                                                                                                   | 2000/8–9. 24. o.    |
| Magam, Gyáva vers | 2000/11. 14. o.     |
| Kedves fám, Körbe és körbe | 2001/6–7, 28. o.    |
| Jel volt, Az új földesúr | 2002/1, 13. o.      |
| Így | 2003/11. 17. o.     |
| Mire megint ősz lesz | 2004/10, 38. o.     |
| Mint gyík | 2005/5. 31–33. o.   |
| Csapda | 2006/1, 30. o.      |
| Pitypang | 2007/2, 18. o.      |
| Ige, lent | 2007/3, 25. o.      |
| Mire megint ősz lesz, Játszom, Amikor távozik, Vissza, Gulácsy utolsó éve                                                        | 2007/8–9, 11–12. o. |
| Versek Kornis Dezső műveihez: Arcod, Titkos jel, Gyönyörű Éva, Messze jársz, Kibomlik, „én”, Útvesztő, Jelen van                 | 2008/1, 31–34. o.   |
| Szavakban | 2008/2, 20. o.      |
| Mit higgyek? | 2010/5, 44. o.      |
| Aki már nem szeret, Kentaurként, Ki is jut át?                                                                                   | 2011/8–9, 15. o.    |
| Induló félben, Süllyedek, A harang szavára                                                                                       | 2011/11. 15. o.     |
| Kamasz vagyok, Rendeződjünk, Az ítélet természete                                                                                | 2012/2, 28. o.      |
| Nincsen, Igazságom | 2012/3, 30. o.      |
| Veréblány, Vágylak | 2012/4, 21. o.      |
| Mit vár? | 2012/5, 12. o.      |
| A szeme, Bábélet, Emlékül, Fürdesz és bort iszol, Határon, Kezedben, Magyarország, Nyújts kezet!, Szerethetnél(?), Várakozom rád | 2020/4. 62–66. o.   |

#### Tanulmányok
- A mesemondó festőművész – Gulácsy Lajos (Új Aurora, 1984/1.)
- Basilides Sándor – A festő és tanár. Kiad. a szerző (Budapest, 2005. 55 oldal, illusztrálva, részben színes) ISBN 9634607810
- „Dante illusztrációra: Fáy Dezső” (Új Aurora, 1988)
- Eltűnt Gulácsy-festmények megtalált képei (Élet és Tudomány, 1983. szeptember 2. 35. szám, 1096–1097. o.)
- Gulácsy kutatások (Új Aurora, 1987)
- Az evangélium festője, Náray Aurél (Új Ember, 2000. február 13. 8. o.
- Korniss Dezső festőművész (Cikk online, 2012-07-29)
- Közösség született. Szepes Erika: Újpalota – egy városrész regénye (Ezredvég, 2004/4, 108–110. o.)
- Lélekben gazdag szemlélet. Szepes Erika: A vers, mint alma (Ezredvég, 2000/1. 77–78. o.)
- Náray Aurél, a magányos festő. Online: Náray Aurélról szóló honlap archivált változata
- Tanuljunk látni – Tátrai Vilmos: Festmények párbeszéde. Recenzió. (Ezredvég, 2002/4. 95–96. o.)

### Megzenésített versek, dalszövegek
- Muszty-Dobay ének-kettős:[15]
  - Akvárium
  - A szó már nem én vagyok[16]
  - Kiárusítom az életemet[17]
  - Lenn a Dunánál[18]
- Lyra Együttes:
  - Tavasz
  - Nyár
  - Ősz
  - Tél[19]
- Tonett zenekar:[20]
  - Legyél
  - Nem bánva[21]
  - Álmodtam
- Sólyom Tamás és Silling Tibor:[22]
  - 4. Emíliának, Csak bámulok, Hittem[23]
- Strófa-Trió:
  - Tavasz, Nyár, Ősz, Tél[24]
  - Tánc
  - Szombati dal[25]
  - Lélek[26]
- Németh Viktor: Belátva[27]
- Smidéliusz András (Promise)[28]
  - Reményünk[29]
- Silling Tibor:
  - Szerelem
  - Tavasz
  - Nyár
  - Ősz
  - Tél
- Roth István:
  - Szombati dal
  - Gnosztika
  - Nincs más
- Bob Dylan – N.Horváth Péter:
  - Vándorzenész
  - Néhanap
  - Eltévedt árnyék
  - Gazdagoknak (Így van jól)
  - Ablak alatti nóta
  - Bárhogy nézem
  - Sötét szempár
  - Kérés
  - De tudnod kell (N.Horváth Péter – Németh Viktor)
  - Ne menj el
  - A ködön túl (N.Horváth Péter – Németh Viktor)[30]
- Németh Viktor – Németh Viktor, N.Horváth Péter: A Szabadító[31]
- Pomázi Zoltán:
  - A nap többé nem kel föl[32]
  - Játék
- Sólyom Tamás: Meztelen Maya
- Rózsa Pál: Bekopog a nap – három női kar – Op.103

Vers – Dal Fesztivál, Budapest, 2015 – Kiemelt költők: Bella István, Kosztolányi Dezső, N. Horváth Péter
N. Horváth Péter 2015-ben megzenésített versei:
- NHP – Miskolci István: Tánc, Tavasz, Nyár, Ősz
- NHP – Németh Viktor: Tarts ki! (A zenésznek)[33]
- NHP – Roth István: Gnosztika,[34] Nincs más[35]
- NHP – Semes – Bogya Eszter: Egyedül Ő
- NHP – Szekeres István: Jelen van,[36] Nem varázslat kell[37]
- Mozaik – együttes – NHP: Álmodtam, Egy kép rólad, Tudom jól